# Spheciospongia confoederata
Spheciospongia confoederata är en svampdjursart som beskrevs av de Laubenfels 1930. Spheciospongia confoederata ingår i släktet Spheciospongia och familjen borrsvampar. Inga underarter finns listade i Catalogue of Life.